# Dorcadion aethiops
Dorcadion aethiops es una especie de escarabajo longicornio de la subfamilia Lamiinae. Fue descrita científicamente por Scopoli en 1763.
Se distribuye por Albania, Alemania, Austria, Bosnia y Herzegovina, Bulgaria, Croacia, Grecia, Hungría, Macedonia, Moldavia, Rumania, Eslovaquia, Eslovenia, República Checa, Ucrania y Yugoslavia. Mide 17-26 milímetros de longitud. El período de vuelo ocurre en los meses de marzo, abril, mayo, junio y julio.